# WK Prometej Dnipro
WK Prometej Dnipro (ukr. ВК «Прометей» Дніпро) – ukraiński klub siatkarski z Dniepra. Męski zespół powstał 1 stycznia 2022 roku w wyniku włączenia dotychczas istniejącego klubu Dnipro do Prometeja. Dwukrotny mistrz Ukrainy, finalista krajowego pucharu i pucharu ligi.
Klub zakończył swoją działalność 12 sierpnia 2024 roku.

## Historia
W 2021 roku siatkarski klub Dnipro zdobył mistrzostwo wyższej ligi i awansował do Superligi. W najwyższej klasie rozgrywkowej zadebiutował 2 października 2021 roku. 1 stycznia 2022 roku klub Dnipro został zlikwidowany, a męski zespół stał się częścią klubu Prometej i do końca sezonu występował pod nazwą Dnipro-Prometej. Siatkarski klub Prometej utworzony został w 2019 roku, a w jego ramach funkcjonowała kobieca drużyna, która w sezonie 2020/2021 zdobyła mistrzostwo Ukrainy. Sezon 2021/2022 nie został dokończony ze względu na inwazję Rosji na Ukrainę, która rozpoczęła się 24 lutego 2022 roku. W momencie zakończenia sezonu Dnipro-Prometej zajmował 3. miejsce w tabeli Superligi.
Od sezonu 2022/2023 zespół grał pod nazwą Prometej. Na stanowisku trenera Władimir Orłow zastąpiony został przez Andrija Łewczenkę. Zespół opuścili m.in.: Dmytro Kołpakow, Anastasij Ostroumow, Andrij Horbenko  oraz Rusłan Szewcow. Nowymi zawodnikami zostali natomiast: Serhij Riabow, Dmytro Szorkin, Iwan Krywobok, Ołeksandr Bojko oraz Denys Wełecki. W trakcie sezonu doszedł także Jan Jereszczenko. W fazie zasadniczej Superligi Prometej zajął 2. miejsce za drużyną Epicentr-Podolany. W fazie play-off pokonał kolejno: w ćwierćfinale Policiję ochorony-ZUNU-Dynamo Tarnopol, w półfinale Żytyczi-Polissię Żytomierz, natomiast w finale Epicentr-Podolany. Zdobył tym samym tytuł mistrza Ukrainy. Nagrodę MVP mistrzostw Ukrainy otrzymał Dmytro Szapował. W turnieju o puchar ligi Prometej doszedł do finału, w którym przegrał w pięciosetowym meczu z Epicentrem-Podolany. W sezonie 2022/2023 Prometej zadebiutował w europejskich pucharach. W 1/16 finału Pucharu Challenge przegrał dwumecz z izraelskim klubem Hapoel Matte Aszer.
Przed sezonem 2023/2024 w drużynie zaszły duże zmiany. Klub opuścili: Wadym Patratij, Serhij Riabow, Heorhij Kłepko, Taras Ołeksiuk, Dmytro Szorkin oraz Ołeksandr Tomilin. Do zespołu dołączyli natomiast Horden Browa, Serhij Jewstratow, Dmytro Teriomenko, Dmytro Wijecki oraz dwaj zagraniczni zawodnicy: Polak Dawid Dryja oraz Serb Mihajlo Stanković. Pierwszym asystentem trenera Andrija Łewczenki został Flavio Gulinelli. Pod koniec stycznia 2024 roku Gulinelli zastąpił Łewczenkę na stanowisku głównego trenera. W fazie zasadniczej Superligi Prometej wygrał wszystkie 16 meczów, dzięki czemu fazę play-off rozpoczął od półfinału. W półfinale pokonał w serii do dwóch zwycięstw Jurydyczną akademіję. W finale po raz kolejny spotkał się z Epicentrem-Podolany. W serii do trzech zwycięstw wygrał z drużyną z Gródka 3-1, zdobywając drugi z rzędu tytuł mistrza Ukrainy. Z Epicentrem-Podolany Prometej spotkał się także w meczu o superpuchar oraz w finale krajowego pucharu. Oba spotkania przegrał odpowiednio 1:3 i 2:3. W sezonie 2023/2024 Prometej uczestniczył w kwalifikacjach do Ligi Mistrzów. W I rundzie kwalifikacyjnej zajął 1. miejsce w grupie, pokonując kolejno zespoły Hypo Tirol Volleyballteam, Ford Levoranta Sastamala oraz Draisma Dynamo Apeldoorn. II rundę kwalifikacyjną zakończył na 3. miejscu w grupie, wygrywając z Neftochimikiem 2010, a przegrywając z Arcadą Galați oraz Olympiakosem. Tym samym został relegowany do Pucharu CEV. W 1/16 finału Pucharu CEV zwyciężył w dwumeczu z holenderskim klubem Nova Tech Lycurgus, natomiast w 1/8 finału z Partizanem Belgrad. W rundzie play-off zmierzył się z Fenerbahçe. O awansie do ćwierćfinału zdecydował złoty set, który zakończył się wynikiem 15:11 na korzyść tureckiego klubu.
12 sierpnia 2024 roku właściciel Prometeja Wołodymyr Dubynski ogłosił, że klub zakończył swoją działalność.

## Bilans sezonów
| Sezon     | Rozgrywki ligowe | Rozgrywki ligowe | Puchar |
| Sezon     | Poziom           | Miejsce          | Puchar |
| --------- | ---------------- | ---------------- | ------ |
| 2021/2022 | Superliga        | 3/8              | —      |
| 2022/2023 | Superliga        | 1/8              | finał  |
| 2023/2024 | Superliga        | 1/9              | finał  |

## Udział w europejskich pucharach
| Sezon     | Rozgrywki        | Osiągnięcie             |
| --------- | ---------------- | ----------------------- |
| 2022/2023 | Puchar Challenge | 1/16 finału             |
| 2023/2024 | Liga Mistrzów    | II runda kwalifikacyjna |
| 2023/2024 | Puchar CEV       | runda play-off          |
| Źródło:   |                  |                         |

## Osiągnięcia
Mistrzostwa Ukrainy:
- 1. miejsce (2x): 2023, 2024
- 3. miejsce (1x): 2022

Puchar Ukrainy:
- 2. miejsce (1x): 2024

Puchar Ligi Ukraińskiej:
- 2. miejsce (1x): 2022

## Trenerzy
| Trener           | Od         | Do         |
| ---------------- | ---------- | ---------- |
| Władimir Orłow   | 1.01.2022  | 31.05.2022 |
| Andrij Łewczenko | 1.08.2022  | 29.01.2024 |
| Flavio Gulinelli | 29.01.2024 | 12.08.2024 |

| Asystent trenera | Od         | Do         |
| ---------------- | ---------- | ---------- |
| Ihor Tartakowski | 1.01.2022  | 31.05.2023 |
| Flavio Gulinelli | 1.06.2023  | 29.01.2024 |
| Ihor Tartakowski | 29.01.2024 | 12.08.2024 |

## Kadra

### Sezon 2023/2024
- Pierwszy trener:  Flavio Gulinelli (od 29 stycznia 2024) /  Andrij Łewczenko (do 29 stycznia 2024)
- Drugi trener:  Ihor Tartakowski

| Nr | Imię i nazwisko    | Data ur. | Wzrost | Pozycja      |
| -- | ------------------ | -------- | ------ | ------------ |
| 3  | Dmytro Wijecki     | 1998     | 202    | atakujący    |
| 4  | Dmytro Szapował    | 1997     | 198    | atakujący    |
| 7  | Dmytro Janczuk     | 2000     | 199    | przyjmujący  |
| 8  | Dmytro Teriomenko  | 1987     | 200    | środkowy     |
| 9  | Dawid Dryja        | 1992     | 201    | środkowy     |
| 10 | Iwan Krywobok      | 1999     | 195    | przyjmujący  |
| 12 | Serhij Jewstratow  | 1993     | 190    | rozgrywający |
| 13 | Horden Browa       | 1991     | 190    | libero       |
| 14 | Ołeksandr Hładenko | 1991     | 202    | środkowy     |
| 15 | Witalij Szczytkow  | 1991     | 186    | rozgrywający |
| 17 | Mihajlo Stanković  | 1993     | 200    | przyjmujący  |
| 18 | Jan Jereszczenko   | 1990     | 197    | przyjmujący  |
| 19 | Ołeksandr Bojko    | 2002     | 180    | libero       |
| 23 | Denys Wełecki      | 2000     | 205    | środkowy     |

Źródło: 

### Sezon 2022/2023
- Pierwszy trener:  Andrij Łewczenko
- Drugi trener:  Ihor Tartakowski

| Nr | Imię i nazwisko                  | Data ur. | Wzrost | Pozycja      |
| -- | -------------------------------- | -------- | ------ | ------------ |
| 1  | Wadym Patratij                   | 1995     | 184    | libero       |
| 3  | Serhij Riabow                    | 1999     | 190    | rozgrywający |
| 4  | Dmytro Szapował                  | 1997     | 198    | atakujący    |
| 5  | Taras Ołeksiuk                   | 1999     | 203    | atakujący    |
| 7  | Dmytro Janczuk                   | 2000     | 199    | przyjmujący  |
| 9  | Ołeksandr Tomilin                | 1993     | 198    | przyjmujący  |
| 10 | Iwan Krywobok                    | 1999     | 195    | przyjmujący  |
| 11 | Eduard Szteryk                   | 2005     | 198    | środkowy     |
| 13 | Heorhij Kłepko                   | 1997     | 200    | środkowy     |
| 14 | Ołeksandr Hładenko               | 1991     | 202    | środkowy     |
| 15 | Witalij Szczytkow                | 1991     | 186    | rozgrywający |
| 18 | Jan Jereszczenko (od 31.01.2023) | 1990     | 197    | przyjmujący  |
| 19 | Ołeksandr Bojko                  | 2002     | 180    | libero       |
| 21 | Dmytro Szorkin                   | 1989     | 191    | przyjmujący  |
| 23 | Denys Wełecki                    | 2000     | 205    | środkowy     |

Źródło: 

### Sezon 2021/2022
- Pierwszy trener:  Władimir Orłow (od 22 listopada 2021) /  Witalij Osipow (do 22 listopada 2021)
- Drugi trener:  Ihor Tartakowski

| Nr | Imię i nazwisko                  | Data ur. | Wzrost | Pozycja      |
| -- | -------------------------------- | -------- | ------ | ------------ |
| 1  | Wadym Patratij                   | 1995     | 184    | libero       |
| 3  | Dmytro Kołpakow                  | 1995     | 188    | rozgrywający |
| 4  | Dmytro Szapował (od 5.11.2021)   | 1997     | 198    | atakujący    |
| 5  | Taras Ołeksiuk                   | 1999     | 203    | atakujący    |
| 7  | Dmytro Janczuk                   | 2000     | 199    | przyjmujący  |
| 8  | Anastasij Ostroumow              | 1985     | 189    | libero       |
| 9  | Ołeksandr Tomilin                | 1993     | 198    | przyjmujący  |
| 10 | Dmytro Suchinin                  | 1987     | 195    | przyjmujący  |
| 11 | Ołeksandr Tereszczuk             | 1988     | 202    | środkowy     |
| 12 | Nikita Zołotuchin                | 2003     | 210    | środkowy     |
| 13 | Heorhij Kłepko                   | 1997     | 200    | środkowy     |
| 14 | Ołeksandr Hładenko               | 1991     | 202    | środkowy     |
| 15 | Witalij Szczytkow (od 2.12.2021) | 1991     | 186    | rozgrywający |
| 16 | Mykoła Kuranow (do 13.12.2021)   | 1996     | 201    | przyjmujący  |
| 17 | Andrij Horbenko                  | 1991     | 202    | atakujący    |
| 18 | Rusłan Szewcow                   | 1986     | 200    | przyjmujący  |

Źródło: 